# Hachem
Hachem là một đô thị thuộc tỉnh Mascara, Algérie. Dân số thời điểm năm 2002 là 19.742 người.